# Otto Wilhelm (Fußballspieler)
Otto Wilhelm ist ein ehemaliger deutscher Fußballspieler, der für den FC Bayern München aktiv war.

## Karriere
Wilhelm gehörte von 1945 bis 1947 dem Kader des FC Bayern München an und bestritt als Abwehrspieler 22 Punktspiele in der Oberliga Süd, der seinerzeit höchsten deutschen Spielklasse. In seiner ersten Saison kam er in 15 Punktspielen zum Einsatz, in denen er ohne Torerfolg blieb, wie auch in der Folgesaison, in der sieben Punktspiele bestritt.